# Liste der israelischen Botschafter im Iran
Dies ist eine Liste der Leiter der israelischen Auslandsvertretung in Teheran. Unter dem Regime des Mohammad Reza Pahlavi lebten etwa 80 000 Juden in Persien, heute ist die jüdische Gemeinde mit etwa 25 000 Personen, die größte im Mittleren Osten außerhalb Israels.
Um den Handel zwischen den beiden Staaten zu fördern wurde 1953 IRIS, eine iranisch-israelische Handelsgesellschaft gegründet, die von 1956 bis 1963 durch Zvi Duriel in Teheran vertreten wurde.

## Liste
| Ernennung/Akkreditierung | Name           | Bemerkungen | ernannt während der Regierung von | akkreditiert während der Regierung von | Posten verlassen |
| ------------------------ | -------------- | ----------- | --------------------------------- | -------------------------------------- | ---------------- |
| 1958                     | Meir Ezrī      |             | David Ben-Gurion                  | Mohammad Reza Pahlavi                  | 1973             |
| 1973                     | Uri Lubrani    |             | Golda Meir                        | Mohammad Reza Pahlavi                  | 1978             |
| 1978                     | Yosef Harmelin |             | Menachem Begin                    | Mohammad Reza Pahlavi                  | 1979             |